# 飘扬，共和国的旗帜
《飘扬，共和国的旗帜——平息北京反革命暴乱纪实》是中国人民解放军总政治部宣传部1989年7月编制的纪念六四事件中壮烈牺牲解放军的纪录片，1989年7月17日发行录像，1989年7月28日在中国美术馆举行首映式。纪录片也曾在中央电视台播放。

## 内容
《飘扬，共和国的旗帜》全长105分钟，以中国政府的立场讲述六四事件，分为“风波骤起”、“动乱狂潮”、“暴乱真相”、“功垂青史”四个部分。

## 发行与放映
《飘扬，共和国的旗帜——平息北京反革命暴乱纪实》1989年7月17日起由北京高教音像出版社出版发行，分《风波骤起》、《动乱狂潮》、《暴乱真相》、《热血忠魂》四集。1989年7月28日在中国美术馆举行首映式，李瑞环为首映式剪彩。1989年7月31日起，在中国人民解放军总政治部宣传部、北京市委宣传部和中国人民革命军事博物馆联合举办的平息北京反革命暴乱展览中放映。纪录片也曾在中国中央电视台播放。
录像发行后，上海市监狱和劳改队面向罪犯播放录像，山西财经学院、镇江船舶学院、潮州市金山中学等学校均组织学生集中观看录像。

## 评价

### 官方
总政治部副主任周克玉称，这是“许多同志冒着生命危险在现场抢拍的宝贵历史证据”，“有助于人民群众进一步认清事实真相”。

#### 人民日报
《人民日报》称其“用翔实的现场录像再现了极少数人制造动乱和首都反革命暴乱发生、发展以及被平息的全过程”。